# C. Fred Bergsten

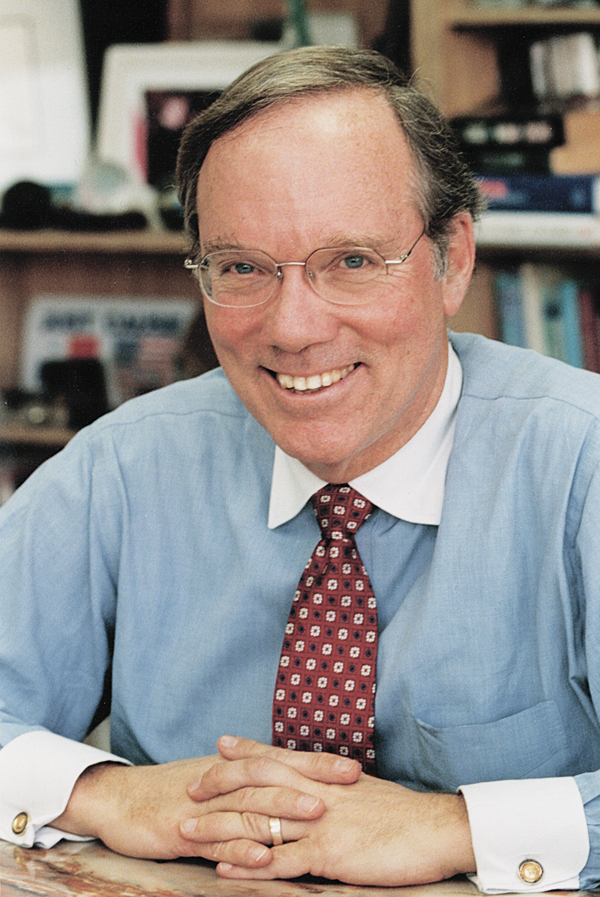
C. Fred Bergsten (2002)

Carl Fred Bergsten (* 23. April 1941 in Brooklyn) ist ein US-amerikanischer Ökonom und Politikberater.

## Leben
Carl Fred Bergsten begann sein Ökonomie-Studium an der Central Methodist University in Fayette, Missouri und setzte nach der Graduierung dies an der Fletcher School of Law and Diplomacy fort, wo er promoviert wurde. 1969 bis 1971 ging er als Henry Kissingers Assistent für internationale ökonomische Beziehungen zum National Security Council.
Danach war er bis 1976 Senior Fellow bei der Denkfabrik Brookings Institution. In der Carter-Administration arbeitete er zwischen 1977 und 1981 als Assistant Secretary for International Affairs im Treasury Department und danach als Unterstaatssekretär für Geldpolitik von 1980 bis 1981. Er nahm in dieser Funktion an den G5-Finanzministertreffen teil und war für die Vorbereitung der G7-Gipfel verantwortlich.
1981 gründete er den Think Tank Institute for International Economics und stand ihm bis 2012 vor; das Institut änderte 2006 seinen Namen nach seinem wichtigsten Förderer Peter George Peterson in „Peterson Institute for International Economics“.
Bergsten war und ist Mitglied einer Vielzahl von nationalen und internationalen Beratergremien für ökonomische und Währungsfragen. Bergsten hält die Schaffung der europäischen Währungsunion für eine gute europäische Politik. 2009 wurde er als Politikberater des südkoreanischen Präsidenten verpflichtet.
Bergsten schreibt für ökonomische und politische Zeitschriften und tritt in Fernsehmagazinsendungen auf. Er hat eine Vielzahl von Aufsätzen und über 40 Bücher veröffentlicht.
Neben US-amerikanischen Auszeichnungen wurde er 1985 in die französische Ehrenlegion aufgenommen und 1997 als Fellow ehrenhalber in die Chinesische Akademie der Sozialwissenschaften. 2013 erhielt er den Nordstern-Orden Schwedens.

## Schriften (Auswahl)
- The United States vs. China: The Quest for Global Economic Leadership. Polity, Oxford 2022,  ISBN 978-1-5095-4735-7.
- mit Russell A. Green (Hrsg.): International Monetary Cooperation - Lessons from the Plaza Accord after Thirty Years. Peterson Institute for International Economics, Washington 2016, ISBN 978-0-88132-711-3.
- The Long-Term International Economic Position of the United States. Washington, DC: Peterson Institute for International Economics, 2009
- China’s Rise: Challenges and Opportunities. Washington, DC: Peterson Institute for International Economics: Center for Strategic and International Studies, 2008
- China, The Balance Sheet: What the World Needs to Know Now About The Emerging Superpower. New York: Public Affairs, 2006